# Tufão Molave
O tufão Molave, conhecido em Filipinas como tufão Quinta (designação internacional: 2018, designação JTWC: 21W), foi um poderoso tufão que em outubro de 2020 afectou a Filipinas e depois o Vietname, tornando-se no mais forte a atingir o Vietname desde o tufão Damrey em 2017. Molave, a décima oitava tempestade nomeada e o oitavo tufão da temporada de tufões no Pacífico de 2020, originou-se a partir de uma depressão tropical que se formou a 23 de outubro de 2020 ao leste de Palau. Às 15:00 UTC do dia seguinte, a depressão foi elevada para a tempestade tropical Molave, uma vez que se deslocou geralmente para noroeste. Molave logo se tornou um tufão em 25 de outubro ao virar para o oeste, pouco antes de fazer cinco landfalls no centro das Filipinas. Após atingir as Filipinas, Molave entrou no Mar da China Meridional e começou a se intensificar novamente. Molave atingiu seu pico de intensidade em 27 de outubro antes de enfraquecer novamente ao se aproximar do Vietnã. O tufão atingiu o Vietnã em 28 de outubro, antes de enfraquecer rapidamente à medida que avançava para a Indochina. Molave posteriormente se dissipou em 30 de outubro, sobre Mianmar
Depois de abrir um caminho de destruição, 70 pessoas foram confirmadas como mortas e outras 47 estão desaparecidas em Molave. O dano preliminar é estimado em $ 645 milhões (2020 USD ), embora o dano total na Indochina seja atualmente desconhecido.

## História meteorológica
Em 23 de outubro, a Agência Meteorológica do Japão (JMA) começou a rastrear uma depressão tropical de aproximadamente 190 nmi (350 km) ao norte de Palau.   No mesmo dia, a PAGASA seguiu o exemplo, pois o sistema se formou dentro da Área de Responsabilidade das Filipinas, a leste de Mindanao, e batizou o sistema Quinta.  No dia seguinte, o Joint Typhoon Warning Center (JTWC) também reconheceu o sistema como uma depressão tropical.  Às 15:00 UTC do mesmo dia, o JTWC atualizou o sistema para uma tempestade tropical, com o JMA e o PAGASA fazendo o mesmo com algumas horas de intervalo um do outro. Agora uma tempestade tropical, o sistema foi batizado de Molave pelo JMA.    No dia seguinte, a PAGASA atualizou o sistema para uma forte tempestade tropical ao se aproximar de Bicol.  Mais tarde naquele dia, o PAGASA então transformou Molave em um tufão enquanto se dirigia para Albay e Camarines Sur, solicitando o levantamento do TCWS # 3 para ambas as províncias adjacentes.  Pouco depois, o JMA também atualizou o sistema para um tufão e o JTWC o seguiu algumas horas depois.   Às 18:10 PHT (10:10 UTC), Molave fez seu primeiro desembarque na Ilha de San Miguel em Albay, com outro em Malinao apenas 40 minutos depois. Molave fez mais três landfalls em San Andres, Quezon às 22:30 PHT (14:30 UTC), Torrijos, Marinduque às 1:20 PHT 26 de outubro (17:20 UTC), e Pola, Oriental Mindoro às 3:30 PHT (19:30 UTC).  Molave emergiu sobre o Mar da China Meridional no mesmo dia, continuando a se intensificar gradualmente conforme deixou a Área de Responsabilidade das Filipinas (PAR) e se afastou das Filipinas. O estado de Sabah, na Malásia, também foi afetado pelo tufão, relatado como ocorrendo a 703 quilômetros ao sudoeste de Kudat, causando mar agitado com ondas de até 3.5 m (11 ft) na costa oeste de Sabah incluindo Labuan.  Molave tornou-se um poderoso tufão de categoria 3 sob condições relativamente favoráveis.

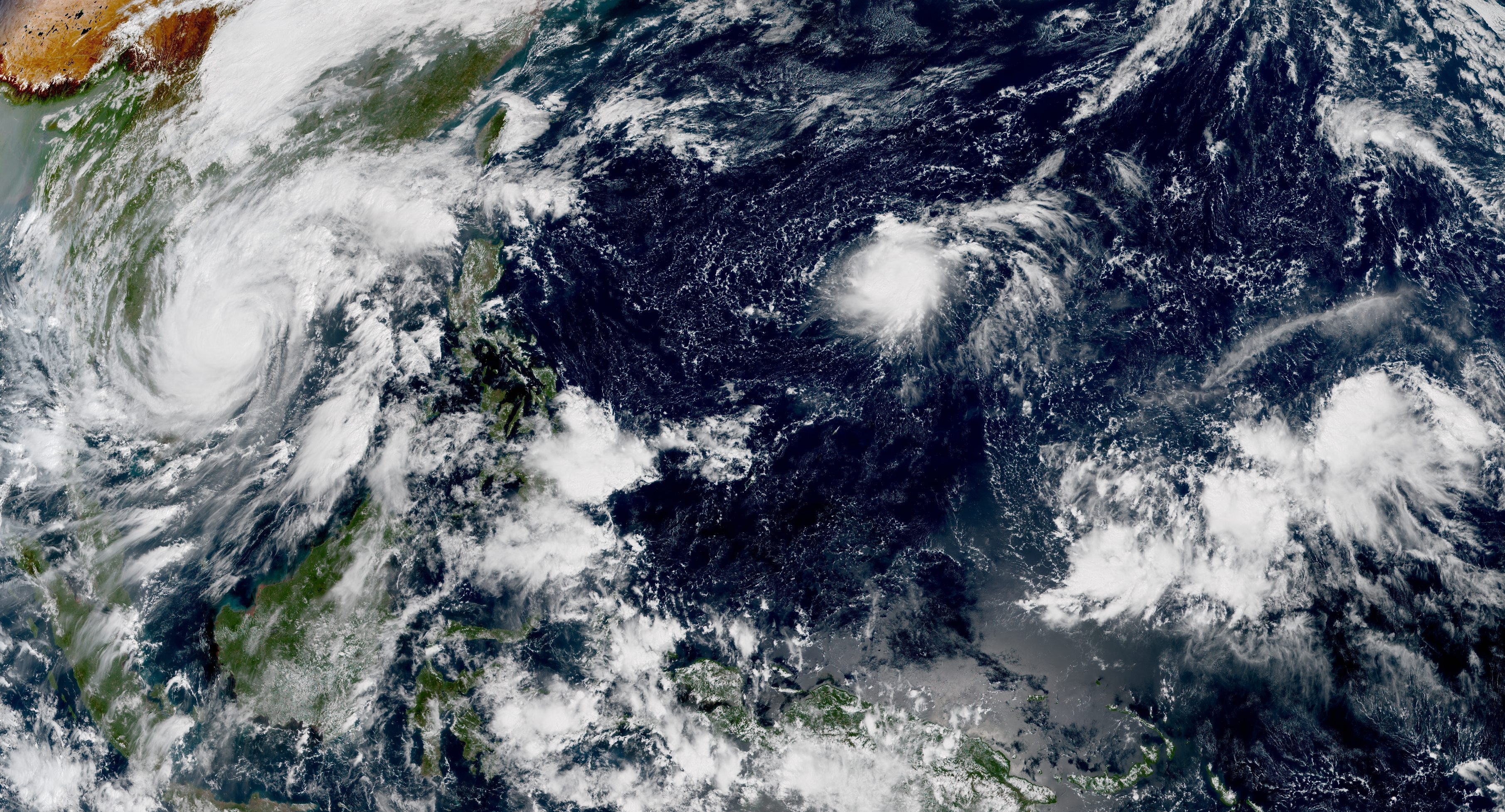
Três ciclones tropicais ocorreram no oeste do Oceano Pacífico simultaneamente em 28 de outubro Da esquerda para a direita: Molave, Goni e uma área de baixa pressão que mais tarde se tornou Atsani (no canto inferior direito)

Conforme o sistema continuava para o oeste, a tempestade começou a enfraquecer lentamente ao se aproximar do Vietnã. Posteriormente, a tempestade mudou ligeiramente para oeste-noroeste. Molave atingiu a costa na província de Quảng Ngãi, centro do Vietnã às 10:10 UTC + 7 (03:10 UTC), 28 de outubro com força de tufão de categoria 2.  A tempestade enfraqueceu rapidamente uma vez no interior, com o JTWC emitindo seu aviso final no sistema enquanto ainda tinha ventos com força de tufão em 29 de outubro, conforme a convecção da tempestade se tornou cada vez mais desorganizada. A JMA continuou a rastrear o sistema como uma Depressão Tropical no Camboja até que emitiu seu comunicado final em 30 de outubro.

## Preparações

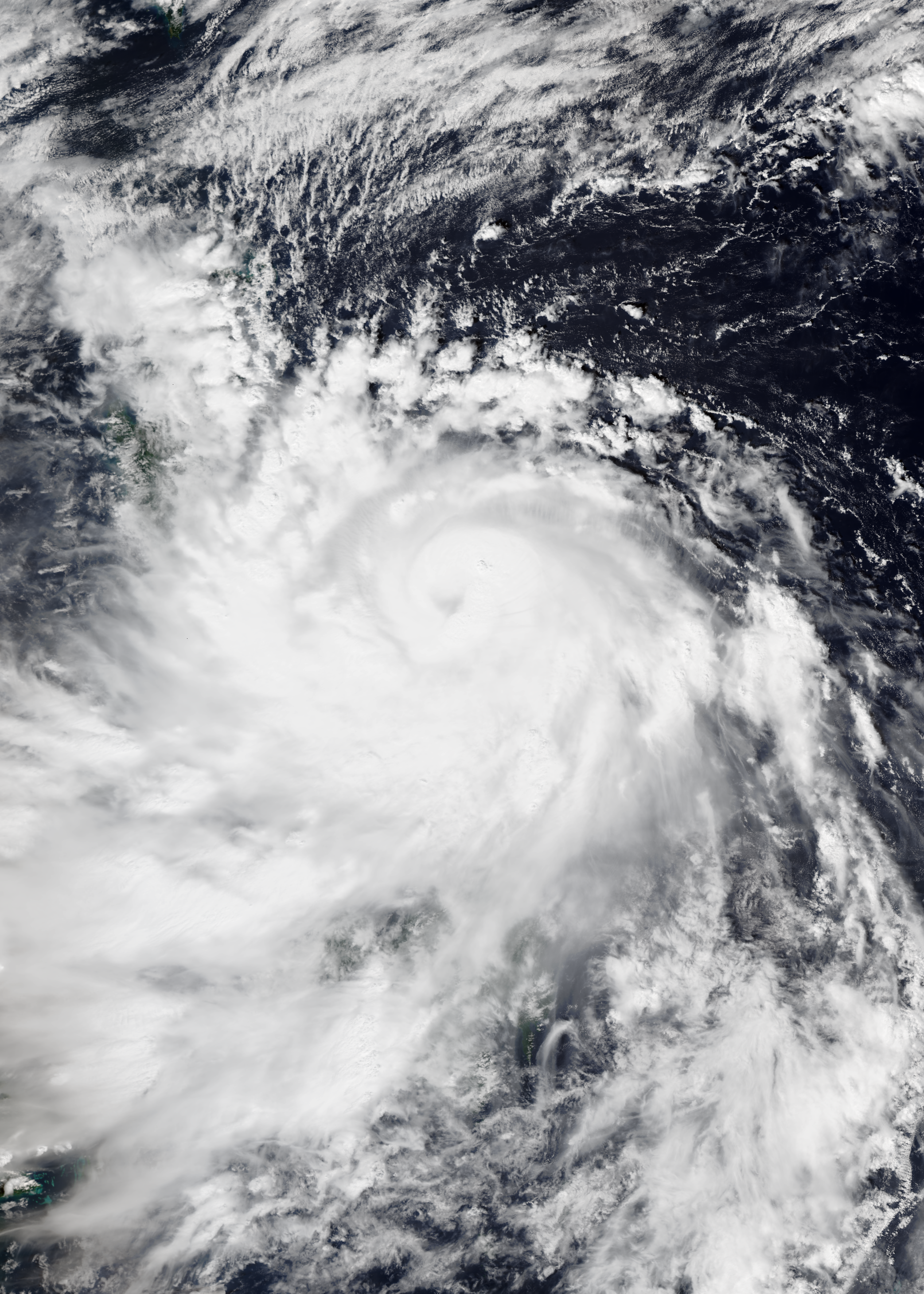
Molave pouco antes do desembarque nas Filipinas em 25 de outubro

### Filipinas
Em 24 de outubro de 2020, o Instituto Filipino de Vulcanologia e Sismologia (PHIVOLCS) alertou sobre lahars descendo as encostas do vulcão Mayon na região de Bicol durante o tufão.  Quase 9.000 pessoas foram forçadas a fugir de suas casas nas Filipinas, onde as viagens marítimas foram suspensas com a aproximação da tempestade.   A abertura da temporada 2020 da Liga de Futebol das Filipinas (PFL) foi adiada para 28 de outubro devido ao mau tempo causado pelo tufão e cinco jogadores e treinadores com teste positivo para COVID-19 durante a pandemia de COVID-19 em andamento nas Filipinas.   As aulas e trabalhos governamentais foram suspensos em algumas áreas em 26 de outubro de 2020 durante o tufão.

### Vietname
Quase 1,3 espera-se que milhões de pessoas evacuem o Vietnã, já que o primeiro-ministro Nguyen Xuan Phuc ordenou a chegada de barcos à costa e aconselhou os preparativos para as forças de segurança e residentes na área. O primeiro-ministro também comparou Molave ao tufão Damrey de 2017.  Centenas de voos foram cancelados e escolas foram forçadas a fechar. O governo federal mobilizou cerca de 250.000 soldados e 2.300 veículos para serem usados em missões de busca e resgate.  Membros do exército vietnamita ajudaram a carregar idosos em ônibus de evacuação e ajudaram a direcionar os barcos para terra. Alguns também ajudaram os residentes a colocar sacos de areia no telhado.  Em 27 de outubro, o Comitê do Povo Da Nang solicitou às pessoas que não saíssem de suas casas a partir das 20:00 UTC + 7 (13:00 UTC) daquela noite e exortou todos os funcionários e trabalhadores a não irem ao trabalho no dia seguinte, entre outros medidas de preparação para o tufão.

## Impactos e repercussões

### Filipinas

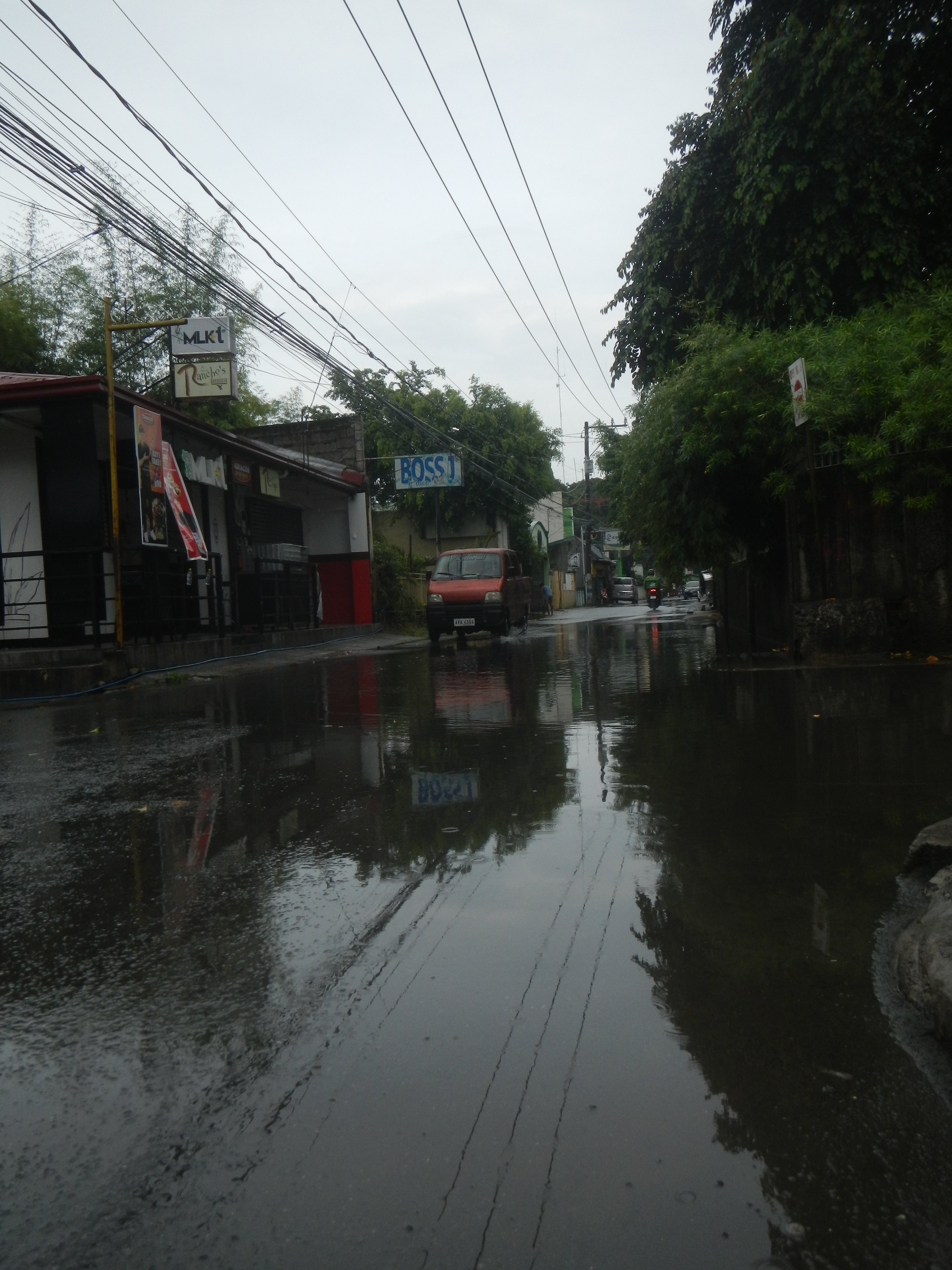
Inundação da rua causada por Molave em Baliuag

O tufão Molave chegou à costa nas Filipinas em 25 de outubro com ventos máximos de 130 km/h (81 mph) em 25 de outubro.  O Conselho Nacional de Gestão e Redução de Risco de Desastres (NDRRMC) nas Filipinas recebeu relatórios de estradas e pontes danificadas, inundações e deslizamentos de terra no mesmo dia.  Várias aldeias e fazendas na região foram inundadas e linhas de energia e árvores foram derrubadas, resultando em cortes de energia que afetaram Albay, Sorsogon, Batangas e Cavite.  120.000 pessoas foram deslocadas e mais de 1.800 trabalhadores ficaram presos nos portos.   Um estado de calamidade foi declarado no início de 27 de outubro para a cidade de Batangas, devido à "destruição generalizada e danos substanciais" causados pela tempestade.
Um iate na costa da província de Batangas afundou e 7 pescadores foram resgatados, enquanto 12 outros pescadores em um barco foram dados como desaparecidos perto de Catanduanes.  As inundações causadas pelo tufão Saudel em Quezon apenas alguns dias antes foram imediatamente agravadas por Molave.  Molave também afetou áreas ainda se recuperando dos impactos do tufão Kammuri (Tisoy) um ano antes, fazendo com que os residentes fugissem de volta para seus centros de evacuação.  Danos agrícolas em Bicol atingiram $ 286 milhões (US $ 5,9 milhão). 6.671 das casas foram danificadas e 243 delas foram totalmente destruídas por Molave.  Em Mindoro Oriental, o governo estimou a perda agrícola em $ 2 bilhões (US $ 41,3 milhão).  O governo filipino organizou uma ajuda humanitária após o tufão, fornecendo $ 890,5 milhões em alimentos e outros itens para as pessoas afetadas.  A filmagem da série de antologia dramática da Rede GMA intitulada Tadhana em Laiya Beach em Batangas foi interrompida por uma tempestade.
Em 9 de novembro, o NDRRMC informou que 27 pessoas morreram, 40 ficaram feridas e quatro desapareceram após o tufão.  Danos de infraestrutura e agricultura foram contabilizados em $ 1.56 bilhões (US $ 32,2 milhões) e $ 2,66 bilhões (US $ 54,9 milhões), respectivamente, com um dano total de $ 4,22 bilhões (US $ 87,1 milhões) em todo o país.

### Vietname
Em 27 de outubro, o tufão fez afundar dois barcos pesqueiros vietnamitas no Mar da China Meridional.  As autoridades enviaram barcos de busca para procurar 26 pescadores desaparecidos que estavam nos barcos.
Molave começou a afetar o Vietnã na noite de 27 de outubro. Na manhã de 28 de outubro, toda a ilha de Lý Sơn e seus 20.000 habitantes perderam energia elétrica. A ilha foi açoitada com 165 km/h (103 mph) ventos por horas.  Ondas tão altas quanto 6 m (20 ft) áreas costeiras do Vietnã.  Molave causou destruição generalizada no Vietnã Central. Rajadas de vento com pico de 176 km/h (109 mph) foram relatados na cidade de Quảng Ngãi.  Molave trouxe fortes chuvas; Sơn Kỳ (Quảng Ngãi) recebeu 470 mm (19 in) mais de 24 horas de chuva.  Chuvas torrenciais provocaram três deslizamentos de terra nos distritos de Phước Sơn e Nam Trà My e soterraram algumas aldeias, com a recuperação de pelo menos 21 corpos sob os escombros. As inundações também isolaram 200 trabalhadores na usina hidrelétrica Đăk Mi 2.  O tufão e as inundações e deslizamentos que se seguiram destruíram ou danificaram 188.759 casas e infra-estruturas, inundaram outras 31.928 e 27.970 hectares de culturas.
Molave matou 40 pessoas, feriu 134 e 43 outras pessoas desapareceram. As perdas econômicas foram estimadas em 12,92 trilhões de dong (US $ 558 milhões), incluindo 6,08 trilhões de dong (US $ 262,6 milhões) em Quảng Nam e 5 trilhões de dong (US $ 215,7 milhões) na província de Quảng Ngãi.

## Outras regiões da Indochina

### Camboja
No Camboja, em 29 de outubro, 175.872 famílias em 20 províncias foram afetadas por Molave.

### Malásia
Em 27 de outubro, o tufão fez com que o MV Dayang Topaz desviasse incontrolavelmente e atingisse a estrutura de uma plataforma de perfuração a 14 milhas náuticas de Miri depois que um de seus cabos de ancoragem se rompeu. Uma operação de resgate foi montada pela Agência de Execução Marítima da Malásia com a assistência de uma empresa de petróleo em Brunei. Dois entre os 187 funcionários a bordo morreram.

### Tailândia
Em 30 de outubro, o Departamento de Prevenção e Mitigação de Desastres (DDPM) da Tailândia disse que o tufão Molave destruiu quatro províncias tailandesas, incluindo Chumphon, Phuket, Satun e Krabi, com enchentes e deslizamentos de terra. O tufão também gerou tempestades, atingindo sete províncias de Nakhon Sawan, Chai Nat, Sing Buri, Kanchanaburi, Phang Nga, Chumphon e Ubon Ratchathani. O DDPM relatou que o tufão danificou 77 casas em 35 aldeias, enquanto feriu três residentes.  Em 1 de novembro, foi relatada a morte de uma pessoa nas enchentes do nordeste.

## Nomes retirados
Em 13 de novembro de 2020, a PAGASA anunciou que o nome Quinta seria removido de sua lista de nomes de tufões, pois este tufão causou mais de P5 bilhões em danos e não será mais usado no futuro. Um nome de substituição será escolhido em 2021.